# 1941年英蘇協定

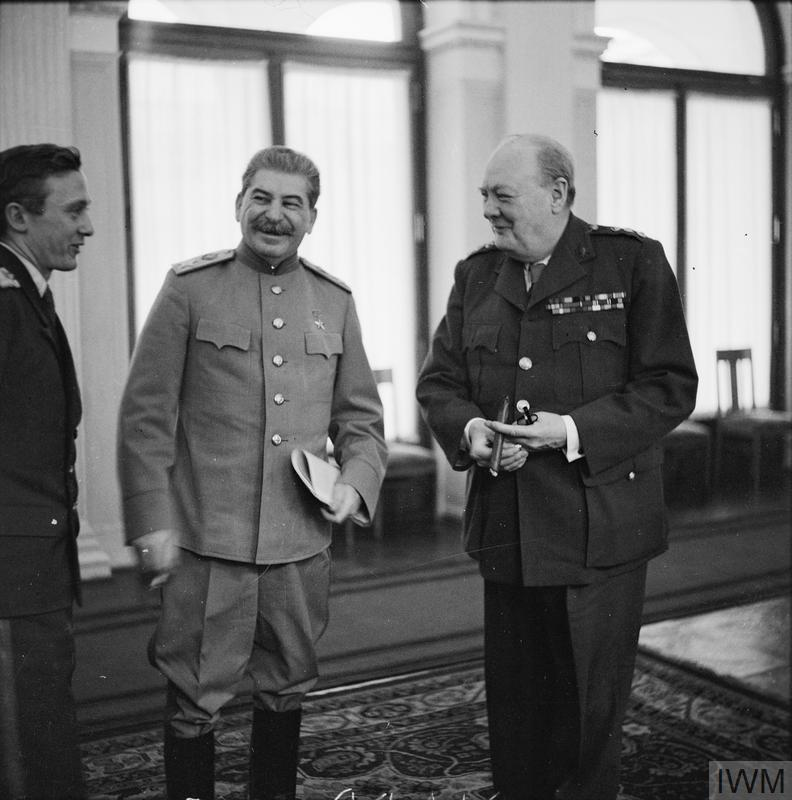
溫斯頓·丘吉爾與約瑟夫·斯大林及其翻譯在1945年雅爾塔會議上

英蘇協定（英語：Anglo-Soviet Agreement）是1941年7月12日由英國和蘇聯簽署的一項宣言，目的是在對抗納粹德國的戰爭中進行合作。在巴巴羅薩行動——德國入侵蘇聯之後不久，雙方承諾相互幫助，不與德國單獨締和。
協定有效期至納粹德國戰敗為止。協定的兩大原則是:相互援助承諾和放棄單獨與德國締和，這與之前的聖詹姆士宮宣言和之後的聯合國宣言中的內容類似。

## 背景
1939年8月23日，蘇聯和第三帝國簽訂了《苏德互不侵犯条约》，雙方達成了不侵犯的協議。這份協議還包含了一個秘密部分，確定了東歐地區的勢力範圍。1939年9月，德國入侵波蘭後，蘇聯從東方進攻,新的邊界保持靜止不動。
1941年6月22日，德國發動了巴巴羅薩行動並沿著整個與蘇聯的邊界從波羅的海三國到烏克蘭蘇維埃社會主義共和國發動了攻擊。蘇聯軍隊未能做好準備，德國部隊的攻擊使蘇聯指揮系統癱瘓，德軍迅速佔領蘇聯領土。

## 内容
该协议包含两个条款：
(1) 两国政府共同保证在当前针对希特勒德国的战争中相互提供各种援助和支持。
(2) 他们进一步承诺，在这场战争期间，除非双方同意，否则他们不会谈判或缔结停战或和平条约。